# 화이: 괴물을 삼킨 아이
《화이: 괴물을 삼킨 아이》는 2013년 10월 9일 공개된 대한민국의 영화이다. 지구를 지켜라를 통해 천재 신인감독으로 주목받았던 장준환 감독의 10년만의 컴백작이자, 김윤석과 여진구의 연기조합, 여러 연기파 배우들의 출연으로 주목받은 영화이다. 여진구는 이 영화로 청룡영화상, 영평상, 기자협회 올해의 영화상, 대한민국연예대상, 디렉터스컷 영화제 등에서 신인상을 수상했으며 음악감독인 모그는 청룡영화상에서 음악상을 수상했다.

## 줄거리
"아버지... 왜 절 키우신 거에요?"
냉혹한 카리스마의 리더 ‘석태’, 운전전문 말더듬이 ‘기태’, 이성적 설계자 ‘진성’, 총기전문 저격수 ‘범수’, 냉혈한 행동파 ‘동범'. 14년동안 한번도 안 잡힌 베테랑 범죄조직. 그들에게는 한명의 아들 '화이'가 있다. 아빠만 5명이나 되는 이상한 가정환경을 감추기 위해 다니지도 않는 학교를 다니는 척 하느라 교복까지 구해서 입고 다니는 처지지만 마음만큼은 여느 소년들과 다를바 없었다. 하지만 하나뿐인 아들을 이런 순수함속에 갇혀지내게 하고시싶지 않았던 석태는 범죄를 가르치겠다며 아들의 손에 총을 쥐어주게 된다. 그리고 한 발의 총성이 울러 퍼진 그 날 이후. 숨겨진 진실을 마주하게 된 화이와 그를 둘러싼 모든 것들이 변화하기 시작한다!

## 캐스팅

### 주요 인물
- 김윤석 - 윤석태 역
- 여진구 - 화이 역
- 조진웅 - 윤기태 역
- 장현성 - 이진성 역
- 김성균 - 이동범 역
- 박해준 - 이범수 역
- 임지은 - 장영주 역

### 그 외
- 김영민 - 최정민 역
- 서영화 - 김선자 역
- 유연석 - 박지원 역
- 우정국 - 맹인 안마사 역
- 박진우 - 장 형사 역
- 한철우 - 김 형사 역
- 민복기 - 중년 전직검사 역
- 손강국 - 음주단속 경찰 역
- 한이진 - 음주단속 경찰 역
- 이준혁 - 재개발단지 경찰 역
- 박건규 - 재개발단지 경찰 역
- 임형택 - 형사과장 역
- 손종학 - 경찰청장 역
- 김홍파 - 인천시장 역
- 박명신 - 정 의원 역
- 정윤석 - 10살 화이 역
- 윤승주 - 3살 화이 역
- 신성원 - 3호선 혐악남 역
- 전익수 - 3호선 피살형사 역
- 김종태 - 3호선 형사 역
- 김민석 - 3호선 형사 역
- 유현준 - 3호선 형사 역
- 김주황 - 3호선 형사 역
- 엄지만 - 3호선 형사 역
- 윤솔 - 3호선 형사 역
- 지은일 - 사설 경비 역
- 김록경 - 사설 경비 역
- 한진 - 사설 경비 역
- 이유미 - 유경 친구 역
- 박규리 - 유경 친구 역
- 곽준민 - 유경 친구 역
- 조성희 - 트럭기사 역
- 최주미 - 체리주점 아가씨 역
- 임소미 - 체리주점 아가씨 역
- Ghulam Yaseen - 공업사 직원 역
- Noman Rao - 공업사 직원 역
- Boshon - 공업사 직원 역
- 정도원 - 재개발단지 인부 역
- 최용현 - 재개발단지 인부 역
- 장인섭 - 신참형사 역
- 박경혜 - 파주화훼영농조합 직원 역
- 이진성 - 지원조직원 승철 역
- 성도현 - 석회공장 손목건달 역
- 한주완 - 전회장 수행원 역
- 이선구 - 석회공장 지원 조직원 역
- 이승용 - 석회공장 지원 역

### 특별출연
- 박용우 - 창호 역
- 이경영 - 임형택 역
- 문성근 - 전 회장 역
- 남지현 - 유경 역

## 수상
- 2013년 제33회 한국영화평론가협회상 신인남우상 - 여진구
- 2013년 제34회 청룡영화상 신인남우상 - 여진구
- 2013년 제34회 청룡영화상 음악상 - 모그
- 2013년 제21회 대한민국연예대상 신인남우상 - 여진구
- 2013년 한국영화배우협회 스타의 밤 인기상 - 여진구
- 2014년 제3회 마리끌레르 영화제 파이오니어상 - 장준환
- 2014년 제5회 올해의 영화상 신인남우상 - 여진구
- 2014년 제10회 디렉터스컷영화제 신인남우상 - 여진구